# Лауватсаари
Лауватсаа́ри (фин. Lauvatsaari — «Дощатый остров») — небольшой остров в Ладожском озере. Относится к Ладожским шхерам. Принадлежит Лахденпохскому району Карелии, Россия.
Вытянут с запада на восток. Длина 3,7 км, ширина 1,2 км.
Расположен на юге от полуострова Терву. Остров скалистый, берега резко обрываются к берегу. Только юго-восточная часть острова равнинная. Наивысшая точка — 56 м на западе. Полностью покрыт лесами.